# Монтеверђине (Авелино)
Монтеверђине је насеље у Италији у округу Авелино, региону Кампанија.
Према процени из 2011. у насељу је живело 238 становника. Насеље се налази на надморској висини од 459 м.